# Corrado Gaipa
Corrado Gaipa (Palermo, 13 marzo 1925 – Roma, 21 settembre 1989) è stato un attore e doppiatore italiano.

## Biografia
Dopo tre anni all'Accademia d'arte drammatica "Silvio d'Amico", debuttò sul palcoscenico nel 1946 con la Compagnia Tofano-Zacconi-Bagni-Cortese, interpretando Non te li puoi portare appresso di Hart e Kaufman.
Esordì alla radio nel 1948, con la Compagnia del teatro comico musicale di Roma. Continuò la sua attività radiofonica a Radio Milano, Radio Torino e con la Compagnia di prosa di Radio Firenze; tra le sue numerose interpretazioni, Il berretto a sonagli di Pirandello (1954), Miracolo di Manzari (1955), il radiodramma La Venere di bronzo di Merimée (1957), il radiodramma Il genio della montagna di Breitman (1959), Crepuscoli di libertà di Neera (1961), Un mondo mai visto di Lanza (1962), Il nababbo di Daudet (1963), La storia di un furbo di Collodi (1965), Il Gattopardo di Tomasi di Lampedusa (1969) e il radiodramma La morte di James Dean di Andersch (1971). Sempre in radio fu il padrone di casa nel giugno 1976 dello storico programma d'intrattenimento radiofonico del mattino "Voi ed Io" per un mese intero tutti i giorni dal lunedì al sabato dalle 9 alle 11 su Radiouno Radiorai.

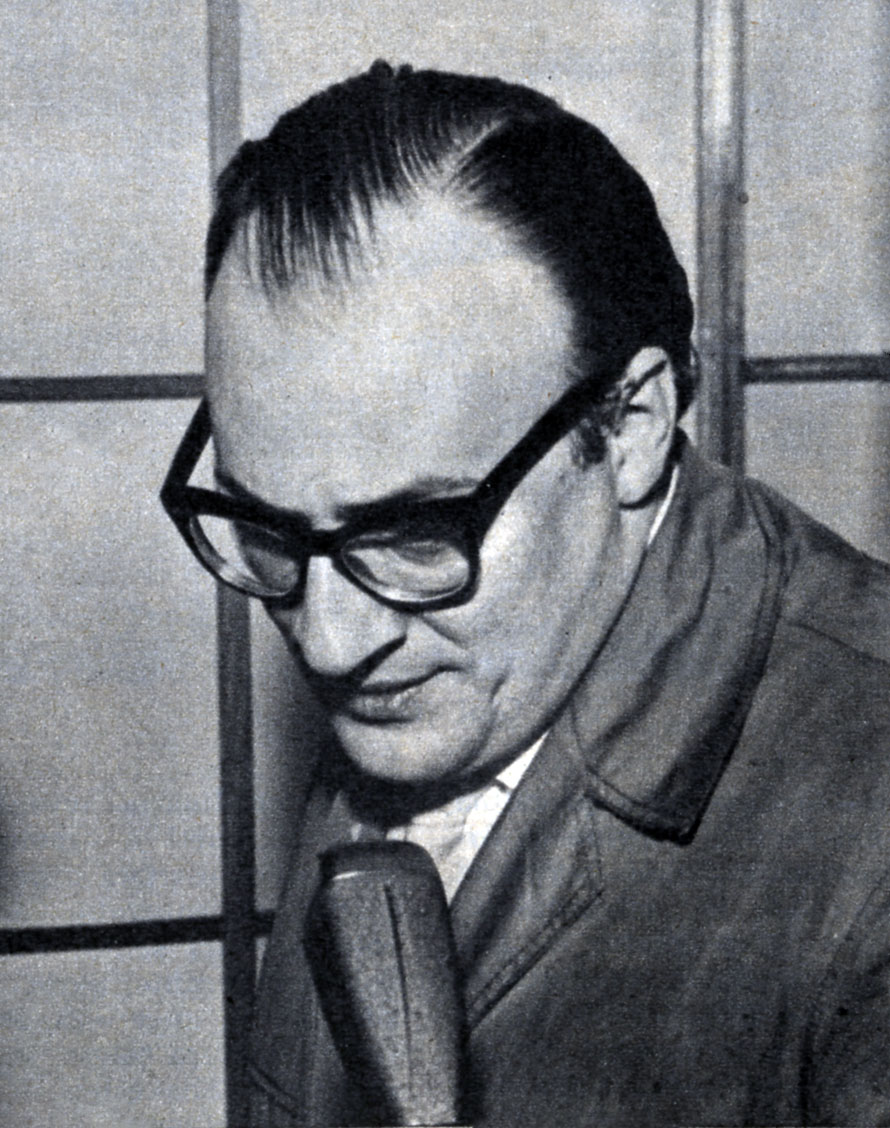
Corrado Gaipa nel 1959

In televisione Gaipa debuttò nel 1971 con la commedia La rosa bianca, iniziando nel frattempo a lavorare nel cinema anche in veste di attore: tra i film cui prese parte spicca Il padrino (1972), in cui interpretò la parte di Don Tommasino.
Sempre in televisione ha fatto parte del cast dello sceneggiato televisivo del 1973 Napoleone a Sant'Elena, diretto da Vittorio Cottafavi, in cui interpretava il ruolo del primo ministro inglese e di Maigret in pensione del 1972, diretto da Mario Landi. È apparso poi negli sceneggiati televisivi: Ho incontrato un'ombra trasmesso da Rai 1 nel 1974, diretto da Daniele D'Anza, Ritratto di donna velata trasmesso da Rai 1 nel 1975, Storie della camorra trasmesso da Rai 1 nel 1978, diretto da Paolo Gazzara, La dama dei veleni trasmesso da Rai 2 nel 1979, diretto da Silverio Blasi e nello Sceneggiato Marco Polo (1982) di Giuliano Montaldo, coprodotto dalla Rai, come consigliere del Doge.
È stato attivo anche come doppiatore, dando la voce a Lionel Stander, Eli Wallach, Peter Ustinov, Rod Steiger, Orson Welles, Alec Guinness, Burt Lancaster e Spencer Tracy. Negli anni sessanta lavora prima per la Cooperativa Italiana Doppiatori, poi alla Cooperativa Doppiatori Cinematografici, nel 1970 fonda la Cine Video Doppiatori, di cui diventerà  voce in esclusiva fino alla scomparsa. È inoltre stato abbastanza attivo per la Disney dove ha doppiato: Il libro della giungla in cui doppiava Bagheera, Troppo vento per Winny-Puh in cui doppiava Uffa in sostituzione di Giorgio Capecchi e Gli aristogatti in cui doppiava Scat-Cat.
Costretto da diversi anni ad usare il bastone per camminare, morì a Roma il 21 settembre 1989, all'età di 64 anni, stroncato da un malore. Avrebbe dovuto nuovamente interpretare la parte di don Tommasino ne Il padrino - Parte III: fu sostituito da Vittorio Duse.

## Filmografia

### Cinema
- Un bellissimo novembre, regia di Mauro Bolognini (1969)
- Dramma della gelosia (tutti i particolari in cronaca), regia di Ettore Scola (1970)
- Metello, regia di Mauro Bolognini (1970)
- L'uomo dagli occhi di ghiaccio, regia di Alberto De Martino (1971)
- Giornata nera per l'ariete, regia di Luigi Bazzoni (1971)
- Abuso di potere, regia di Camillo Bazzoni (1972)
- La polizia ringrazia, regia di Stefano Vanzina (1972)
- Afyon - Oppio, regia di Ferdinando Baldi (1972)
- Senza famiglia, nullatenenti cercano affetto, regia di Vittorio Gassman (1972)
- Nonostante le apparenze... e purché la nazione non lo sappia... All'onorevole piacciono le donne, regia di Lucio Fulci (1972)
- Il padrino (The Godfather), regia di Francis Ford Coppola (1972)
- Mio caro assassino, regia di Tonino Valerii (1972)
- Piazza pulita, regia di Luigi Vanzi (1973)
- Giordano Bruno, regia di Giuliano Montaldo (1973)
- Il boss, regia di Fernando Di Leo (1973)
- La mano nera, regia di Antonio Racioppi (1973)
- Valdez il mezzosangue, regia di John Sturges e Duilio Coletti (1973)
- Baciamo le mani, regia di Vittorio Schiraldi (1973)
- Tony Arzenta (Big Guns), regia di Duccio Tessari (1973)
- Anna, quel particolare piacere, regia di Giuliano Carnimeo (1973)
- Le scomunicate di San Valentino, regia di Sergio Grieco (1974)
- La polizia chiede aiuto, regia di Massimo Dallamano (1974)
- Cadaveri eccellenti, regia di Francesco Rosi (1976)
- Le lunghe notti della Gestapo, regia di Fabio De Agostini (1977)
- La malavita attacca... la polizia risponde!, regia di Mario Caiano (1977)
- I vizi morbosi di una governante, regia di Filippo Walter Ratti (1977)
- Castigo senza delitto, regia di Fabio Piccioni (1981)
- Parole e sangue, regia di Damiano Damiani (1982)

### Televisione
- La rosa bianca, regia di Alberto Negrin (1971)
- Bernadette Devlin, regia di Silvio Maestranzi - film TV (1971)
- Le inchieste del commissario Maigret, episodio Maigret in pensione, regia di Mario Landi (1972)
- La giostra, di Massimo Dursi, regia di Sandro Bolchi (1972)
- All'ultimo minuto, episodio L'ultima cifra, regia di Ruggero Deodato (1973)
- Napoleone a Sant'Elena, regia di Vittorio Cottafavi (1973)
- Vino e pane, regia di Piero Schivazappa (1973)
- Ho incontrato un'ombra, regia di Daniele D'Anza (1974)
- Malombra, regia di Raffaele Meloni (1974)
- Il consigliere imperiale, regia di Sandro Bolchi (1974)
- Sotto il placido Don, regia di Vittorio Cottafavi (1974)
- Quaranta giorni di libertà, regia di Leandro Castellani (1974)
- Gorgonio, regia di Mario Ferrero - film TV (1974)
- Dedicato a una coppia, regia di Dante Guardamagna – miniserie TV (1974)
- Ritratto di donna velata, regia di Flaminio Bollini (1975)
- Il marsigliese, regia di Giacomo Battiato (1975)
- L'invitto, regia di Gian Pietro Calasso - film TV (1975)
- Dov'è Anna?, regia di Piero Schivazappa (1976)
- La mossa del cavallo, regia di Giacomo Colli (1977) (3º episodio)
- La saga del Padrino (The Godfather: A Novel for Television), regia di Francis Ford Coppola (1977)
- Un delitto perbene, regia di Giacomo Battiato (1977)
- Diario di un giudice, regia di Marcello Baldi (1978)
- Madame Bovary, regia di Daniele D'Anza (1978)
- Jazz band, regia di Pupi Avati (1978)
- Storie della camorra, episodio L'onorevole, regia di Paolo Gazzara (1978)
- La dama dei veleni, regia di Silverio Blasi (1979)
- L'eredità della priora, regia di Anton Giulio Majano (1980)
- Sam & Sally (Sam et Sally), episodio L'aereo, regia di Joël Séria (1980)
- Il fascino dell'insolito, episodio Castigo senza delitto, regia di Fabio Piccioni (1982)
- Parole e sangue, regia di Damiano Damiani (1982)
- Marco Polo, regia di Giuliano Montaldo (1982)

## Prosa radiofonica Rai
- Il condannato per disperazione, commedia di Tirso de Molina, regia di Umberto Benedetto, trasmessa il 8 dicembre 1954.
- La casa, dramma di Siro Angeli, regia di Amerigo Gomez, trasmesso il 17 gennaio 1956.
- Una tazza di camomilla, commedia di René Laporte, regia di Marco Visconti, trasmessa il  30 aprile 1955.
- Musica notturna, di Clifford Odets, regia di Umberto Benedetto, trasmessa il 16 aprile 1956.
- La donna del mare di Henrik Ibsen, regia di Corrado Pavolini, trasmessa il 7 dicembre 1956.
- Il ragionier Ventura, di Guglielmo Giannini, regia di Marco Visconti, trasmessa il 10 gennaio 1957.
- Male di vivere, commedia di Siro Angeli, regia di Marco Visconti, trasmessa il 4 aprile 1957.
- Casa paterna di Hermann Sudermann, regia di Marco Visconti, trasmessa l'8 aprile 1957.
- La viola di San Sebastiano, di Ippolito Nievo, regia di Amerigo Gomez, trasmessa il 3 luglio 1957.
- La rosa di zolfo, leggenda siciliana di Antonio Aniante, regia di Umberto Benedetto, trasmessa il 23 settembre 1957.
- Hyacinth Halvey di Augusta Gregory, regia di Umberto Benedetto, trasmessa il 2 maggio 1958.
- Dal tuo al mio, commedia di Giovanni Verga, regia di Umberto Benedetto, trasmessa il 29 giugno 1958.
- L'apprendista gentiluomo di Francisco Manuel de Melo, regia di Umberto Benedetto, trasmessa il 28 agosto 1959.
- Estuario, radiodramma in tre tempi di Arnaldo Boscolo, regia di Pietro Masserano Taricco, trasmessa il 22 ottobre 1959.
- Giallo per voi: Concerto segreto, radiodramma di Franco Enna, regia di Marco Visconti, trasmesso il 25 settembre 1961.
- Nella bufera, commedia di Mignon Eberhart, regia di Umberto Benedetto, trasmessa il 20 novembre 1961.
- La trappola, dramma di Ferdinand Bruckner, regia di Umberto Benedetto, trasmessa il 13 gennaio 1963.
- Un caso per Joe Bridle, commedia di Franco Enna, regia di Umberto Benedetto, trasmessa il 13 febbraio 1963.
- La formica argentina di Italo Calvino, regia di Umberto Benedetto, trasmessa il 24 settembre 1977.

## Doppiaggio

### Cinema
- Lionel Stander in Per grazia ricevuta, Nonostante le apparenze... e purché la nazione non lo sappia... all'onorevole piacciono le donne, Don Camillo e i giovani d'oggi, Paolo il caldo, Innocenza e turbamento, Di mamma non ce n'è una sola, 1941 - Allarme a Hollywood
- Orson Welles in Falstaff, Il castello di carte, Tepepa, Lettera al Kremlino, Dieci incredibili giorni, L'isola del tesoro
- Lee J. Cobb in Il giorno della civetta, L'esorcista, Io sono la legge, L'uomo che amò Gatta Danzante
- Alec Guinness in Guerre stellari, L'Impero colpisce ancora, Il ritorno dello Jedi
- Leo McKern in L'uomo venuto dal Kremlino, Il presagio, La maledizione di Damien
- Edward G. Robinson in Operazione San Pietro, L'incredibile furto di Mr. Girasole, 2022: I Sopravvissuti
- Ernest Borgnine in Io sono il più grande, Convoy - Trincea d'asfalto
- Frank Wolff in C'era una volta il West, Metello, Quando le donne avevano la coda
- Van Heflin in Ognuno per sé, Io sono perversa
- Brian Keith in Krakatoa, est di Giava, L'ultimo eroe del West
- Denholm Elliott in Non è più tempo d'eroi, Roulette russa
- Eli Wallach in Abissi, Il cervello
- Jean Gabin in Il clan degli uomini violenti
- Burt Lancaster in Il Gattopardo
- Spencer Tracy in Indovina chi viene a cena?
- Rod Steiger in La calda notte dell'ispettore Tibbs
- Peter Ustinov in Il fantasma del pirata Barbanera
- Telly Savalas in Quella sporca dozzina
- Anthony Quinn in Il segreto di Santa Vittoria, L'eredità Ferramonti
- Vic Morrow in L'ultimo squalo
- Martin Balsam in Tutti a casa
- Pat Hingle in Impiccalo più in alto
- Paul Scofield in Scorpio
- Nigel Stock in Il leone d'inverno
- Alan Gifford in 2001: Odissea nello spazio
- Paul Farrell in Arancia meccanica
- Godfrey Quigley in Barry Lyndon
- Robert Webber in Soldato Giulia agli ordini
- Ben Johnson in Costretto ad uccidere
- Burgess Meredith in Hindenburg
- Bernard Lee in Agente 007 - Al servizio segreto di Sua Maestà
- Bernard Blier in Amici miei
- Burl Ives in L'ultimo tramonto sulla terra dei McMasters
- John Stacy in Zeder
- Ralph Richardson in I lunghi giorni delle aquile
- Marvin Chatinover in New York Stories
- Maurice Denham in Attacco alla costa di ferro
- Gert Fröbe in Ludwig
- Georges Wilson in Lo straniero, Le quattro giornate di Napoli
- James Robertson Justice in Citty Citty Bang Bang
- David Ortiz in Il dittatore dello stato libero di Bananas
- Louis Calhern in La guerra lampo dei Fratelli Marx
- Friedrich von Ledebur in Ginger e Fred
- Sidney Blackmer in Rosemary's Baby - Nastro rosso a New York
- Francisco Rabal in Il mistero del panino assassino
- Jack Palance ne I duri di Oklahoma
- Mimmo Poli, Dante Cleri, Galliano Sbarra e Nino Terzo in Roma
- Armando Brancia in Amarcord, Mogliamante
- Furio Meniconi in Profondo rosso
- Mario Romagnoli in Fellini Satyricon
- Salvo Randone in Indagine su un cittadino al di sopra di ogni sospetto, La prima notte di quiete
- Enzo Robutti in Cuore di cane
- Charles Waldron in Il grande sonno (ed. 1975)
- Jason Robards in Giulia
- Ernesto Calindri in La smania addosso
- Piero Lulli in Una pistola per cento bare
- John Stacy in Zeder
- Luigi Pavese in Chiedi perdono a Dio... non a me
- Annibale Ninchi in Vento del Sud
- Julio Peña in Simon Bolivar
- Voce narrante in Aiutami a sognare, Sposi, Una gita scolastica

### Film d'animazione
- Bagheera in Il libro della giungla
- Uffa in Troppo vento per Winny-Puh
- Scat-Cat in Gli Aristogatti
- Abraracourcix in Asterix il gallico
- Obelix in Asterix e Cleopatra
- Colonnello in Vip - Mio fratello superuomo